# Jurahaus (Biel)
Das Jurahaus ist ein Wohn- und Geschäftshaus in Biel (französisch Bienne) im Kanton Bern in der Schweiz. Es wurde von Wilhelm Schürch entworfen und 1930 errichtet. Das Bauwerk der «Bieler Moderne» wurde 2011 unter Denkmalschutz gestellt.

## Lage
Das Bauwerk liegt an der unteren Georg-Friedrich-Heilmann-Strasse (Nummer «2») und befindet sich im Quartier Neustadt Nord (Nouvelle ville nord) nördlich der Schüss und südöstlich der Altstadt. In der Nähe liegt die bis 1929 erbaute «Grand Garage du Jura».

## Geschichte

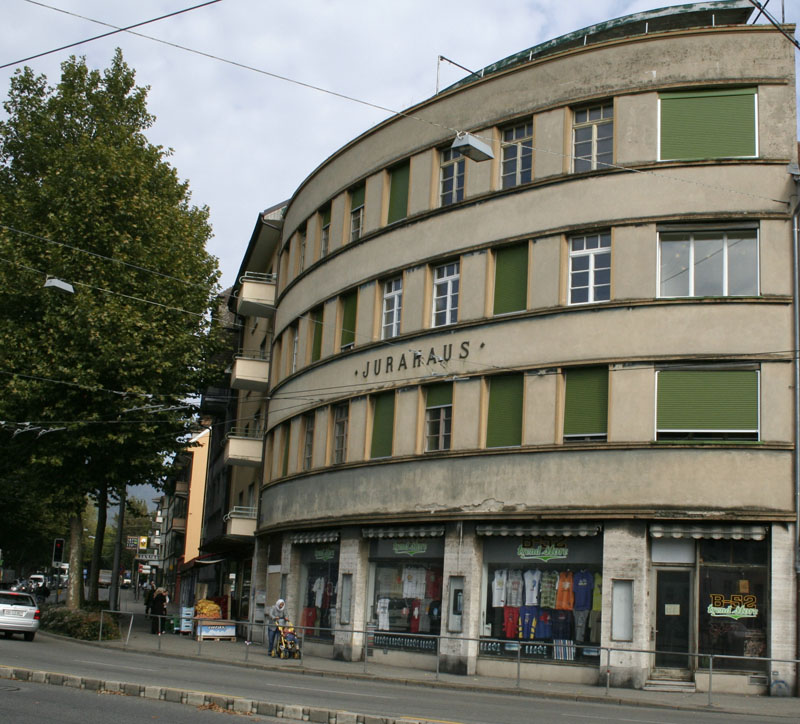
Jurahaus, Ansicht vor der Renovation (2006)

In den Jahren 1927 bis 1948 wurde das «Bahnhofquartier» nördlich des Bahnhofs geschlossen nach Bauvorschriften des Neuen Bauens errichtet. Es gilt mit einheitlich geplanten Strassenzügen in der Schweiz als «einzigartig». Wilhelm Schürch entwarf ausserhalb dieses Gebiets einen «markanten Eckbau», der durch seinen geschwungenen Baukörper die platzartig erweiterte Strassengabelung prägt. Das «Jurahaus» wurde 1930 fertiggestellt und gilt als «hervorragendes, weitgehend integral erhaltenes Gebäude» der Moderne.
Bei der Renovation wurde die alte, blaue Farbgebung wiederhergestellt. Die Stadt hatte 2004 den Wakkerpreis des Schweizer Heimatschutzes erhalten.
Das Gebäude wurde 2003 rechtswirksam im Bauinventar des Kantons als «schützenswert» verzeichnet und mit Vertrag vom 17. Oktober 2011 geschützt. Kulturgüter-Objekte der «Kategorie C» wurden (Stand: Juli 2022) noch nicht veröffentlicht.

## Belege
1. 1 2 3 4  Denkmalpflege des Kantons Bern: Biel/Bienne, Georg-Friedrich-Heilmann-Strasse 2. In: Bauinventar des Kantons Bern. Kanton Bern, abgerufen am 21. Januar 2024.

Koordinaten: 47° 8′ 32″ N, 7° 14′ 56,3″ O; CH1903: 585613 / 221266